# El juego de pelota a pala
Jeu de balle avec raquette
El juego de pelota a pala (« Le Jeu de pelote » ou « Le Jeu de balle avec raquette ») est un tableau de Francisco de Goya réalisé entre 1778 et 1779, qui fait partie de la troisième série de cartons pour tapisserie destinée à la chambre du Prince des Asturies au Palais du Pardo. 
Il fait partie de la collection permanente du Musée du Prado depuis 1870 après avoir été stocké dans les sous-sols du Palais royal de Madrid. 

## Contexte de l'œuvre
Tous les tableaux de la troisième série sont destinés à la chambre du Prince des Asturies, c'est-à-dire de celui qui allait devenir Charles IV et de son épouse Marie Louise de Parme, au palais du Pardo. Le tableau, peint entre le 5 janvier et le 20 juillet 1779, fut livré à la Fabrique royale de tapisserie le 21 juillet de cette même année.
Il fut considéré perdu jusqu'en 1869, lorsque la toile fut découverte dans le sous-sol du Palais royal de Madrid par Gregorio Cruzada Villaamil, et fut remise au musée du Prado en 1870 par les ordonnances du 19 janvier et du 9 février 1870, où elle est exposée dans la salle 92. La toile est citée pour la première fois dans le catalogue du musée du Prado en 1876.
La série était composée de La Feria de Madrid, El Cacharrero, El Militar y la señora, La Acerolera, Muchachos jugando a soldados, Niños del carretón et El Juego de pelota a pala.

## Analyse
Réalisé entre janvier et Juillet 1779, il devait remplacer L'Aveugle à la guitare dont le tissage posait de nombreux problèmes. Ce n’est pas une scène de fête comme le reste de la série, mais de genre de la vie quotidienne. On note au premier-plan un fumeur. Les couleurs sont ternes et l'exécution rappelle Velázquez, que Goya admirait.
C'est le carton le plus grand de la série, conçu pour couvrir la partie centrale de la chambre du Prince des Asturies. L’équilibre est parfait entre les personnages et l’espace en obtenant les volumes adéquats.
Selon Tomlinson la scène cache un sens sexuel, sens que Goya incluait pour les tapisseries destinées aux chambres des princes. Le cas le plus évident est La Foire de Madrid, bien que dans aucun cas les toiles destinées aux appartements royaux ne pouvaient être explicites.
Goya montre ici sa maîtrise de la perspective, de la lumière et de la couleur. Il crée pour la première fois un espace marquant clairement les notions de distance et de proximité. Le spectateur n'est pas conscient de la rigueur de la géométrie du tableau. La toile a des points communs avec la peinture baroque italienne dont Goya avait étudié les chefs-d'œuvre.